# Bistum São Gabriel da Cachoeira
Das Bistum São Gabriel da Cachoeira (lateinisch Dioecesis Cachoëirensis, portugiesisch Diocese de São Gabriel da Cachoeira) ist eine in Brasilien gelegene römisch-katholische Diözese mit Sitz in São Gabriel da Cachoeira im Bundesstaat Amazonas. 

## Geschichte

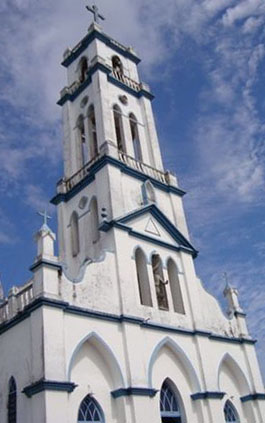
Catedral São Gabriel

Papst Pius X. gründete die Apostolische Präfektur Rio Negro am 19. Oktober 1910. Im Jahre 1914 wurde die Apostolische Präfektur den Salesianern Don Boscos anvertraut.
Mit der Apostolischen Konstitution Christianae religionis  wurde sie am 1. Mai 1925  zur Territorialprälatur erhoben, das dem Erzbistum Belém do Pará als Suffraganbistum unterstellt wurde. Am 16. Februar 1952 wurde es Teil der Kirchenprovinz des Erzbistums Manaus. Sie wurde am 14. August 1991 zum Bistum erhoben. Am 21. Oktober 1981 nahm es seinen heutigen Namen an.

## Ordinarien

### Prälaten von Rio Negro
- Pedro Massa SDB (5. April 1941 – 13. Juni 1967)
- Michele Alagna Foderá SDB (13. Juni 1967 – 30. Oktober 1980)

### Bischof von Rio Negro
- Michele Alagna Fodera SDB (30. Oktober 1980 – 21. Oktober 1981)

### Bischöfe von São Gabriel da Cachoeira
- Michele Alagna Fodera SDB (21. Oktober 1981 – 27. Februar 1988)
- Walter Ivan de Azevedo SDB (27. Februar 1988 – 23. Januar 2002)
- José Song Sui-Wan SDB (23. Januar 2002 – 4. März 2009)
- Edson Taschetto Damian (4. März 2009 – 8. November 2023)
- Raimundo Vanthuy Neto (seit 8. November 2023)

## Statistik
| Jahr | Bevölkerung | Bevölkerung | Bevölkerung | Priester     | Priester         | Priester       | Priester               | Ständige Diakone | Ordensleute  | Ordensleute      | Pfarreien |
| Jahr | Katholiken  | Einwohner   | %           | Gesamtanzahl | Diözesanpriester | Ordenspriester | Katholiken je Priester | Ständige Diakone | Ordensbrüder | Ordensschwestern | Pfarreien |
| ---- | ----------- | ----------- | ----------- | ------------ | ---------------- | -------------- | ---------------------- | ---------------- | ------------ | ---------------- | --------- |
| 1965 | 25.000      | 65.000      | 38,5        | 25           |                  | 25             | 1.000                  |                  | 26           | 32               | 10        |
| 1970 | ?           | 46.000      | ?           | 20           | 1                | 19             | ?                      |                  | 34           | 52               |           |
| 1976 | 27.000      | 35.000      | 77,1        | 23           |                  | 23             | 1.173                  |                  | 34           | 45               | 9         |
| 1980 | 21.600      | 28.900      | 74,7        | 24           |                  | 24             | 900                    |                  | 33           | 48               | 9         |
| 1990 | 39.900      | 45.000      | 88,7        | 16           | 1                | 15             | 2.493                  |                  | 22           | 43               | 9         |
| 2000 | 45.000      | 55.000      | 81,8        | 20           | 6                | 14             | 2.250                  |                  | 23           | 41               | 9         |
| 2004 | 56.000      | 62.000      | 90,3        | 19           | 10               | 9              | 2.947                  |                  | 16           | 41               | 10        |
| 2010 | 92.900      | 94.600      | 98,2        | 20           | 10               | 10             | 4.645                  |                  | 20           | 44               | 10        |
| 2017 | 98.540      | 100.360     | 98,2        | 20           | 7                | 13             | 4.927                  |                  | 17           | 36               | 10        |